# CA-8201
La CA-8201 es una carretera de Andalucía, en España. Comunica el Puerto de Gáliz, situado en la Sierra de Grazalema, con Jimena de la Frontera, en la provincia de Cádiz.
Su administración pertenece a la Diputación de Cádiz pese a que se introduce durante varios kilómetros en la provincia de Málaga, pasando por La Sauceda, pedanía de Cortes de la Frontera enclavada en la provincia gaditana. Es la única vía de comunicación para acceder a esta localidad.

## Historia
Antiguamente fue una carretera comarcal, la C-3331, de segundo orden en la jerarquía nacional de carreteras. Sin embargo, su peligrosidad y la construcción de otras alternativas más seguras han llevado a las administraciones a degradar su rango hasta el nivel provincial. Anteriormente a la construcción de la autovía A-381, era un itinerario utilizado para ir desde el Campo de Gibraltar hacia destinos cercanos al Puerto de Gáliz, como Ubrique o Algar.
En el siglo XIX se estudió la posibilidad de unir por ferrocarril Jerez de la Frontera y la Bahía de Algeciras a través de este itinerario. Aquel proyecto nunca se realizó.
En el año 2013, a causa de un temporal, sufrió un derrumbamiento que obligó a cerrarla al tráfico durante varios meses. En la actualidad, la carretera carece de guardarraíles y surca por un territorio deshabitado y sin cobertura móvil, por lo que está desaconsejado circular por ella.